# Червонка (Даугавпилсский край)
Червонка (латыш. Červonka) — населённый пункт в Аугшдаугавском крае Латвии. Административный центр Вецсалиенской волости. Находится у автодороги P69 (Скрудалиена — Каплава — Краслава). Расстояние до города Даугавпилс составляет около 19 км. По данным на 2015 год, в населённом пункте проживало 219 человек. В селе расположен замок Червонского (Вецсалиенского) поместья, построенный в 1870 году в неоготическом стиле. Есть также волостная администрация, фельдшерский пункт, клуб, библиотека, продуктовый магазин.

## История
В советское время населённый пункт был центром Вецсалиенского сельсовета Даугавпилсского района. В селе располагался колхоз им. Жданова.